# Alphitonia whitei
Alphitonia whitei är en brakvedsväxtart som beskrevs av Kenneth William Braid. Alphitonia whitei ingår i släktet Alphitonia och familjen brakvedsväxter. Inga underarter finns listade i Catalogue of Life.